# Ähriges Tausendblatt
Das Ährige Tausendblatt (Myriophyllum spicatum), auch Ährenblütiges Tausendblatt genannt, ist eine Pflanzenart aus der Gattung Tausendblatt (Myriophyllum) innerhalb der Familie der Tausendblattgewächse (Haloragaceae). Diese Wasserpflanze wächst bis auf den Blütenstand mit den Blüten komplett untergetaucht. Sie hat ein großes Verbreitungsgebiet auf der Nordhalbkugel.

## Beschreibung

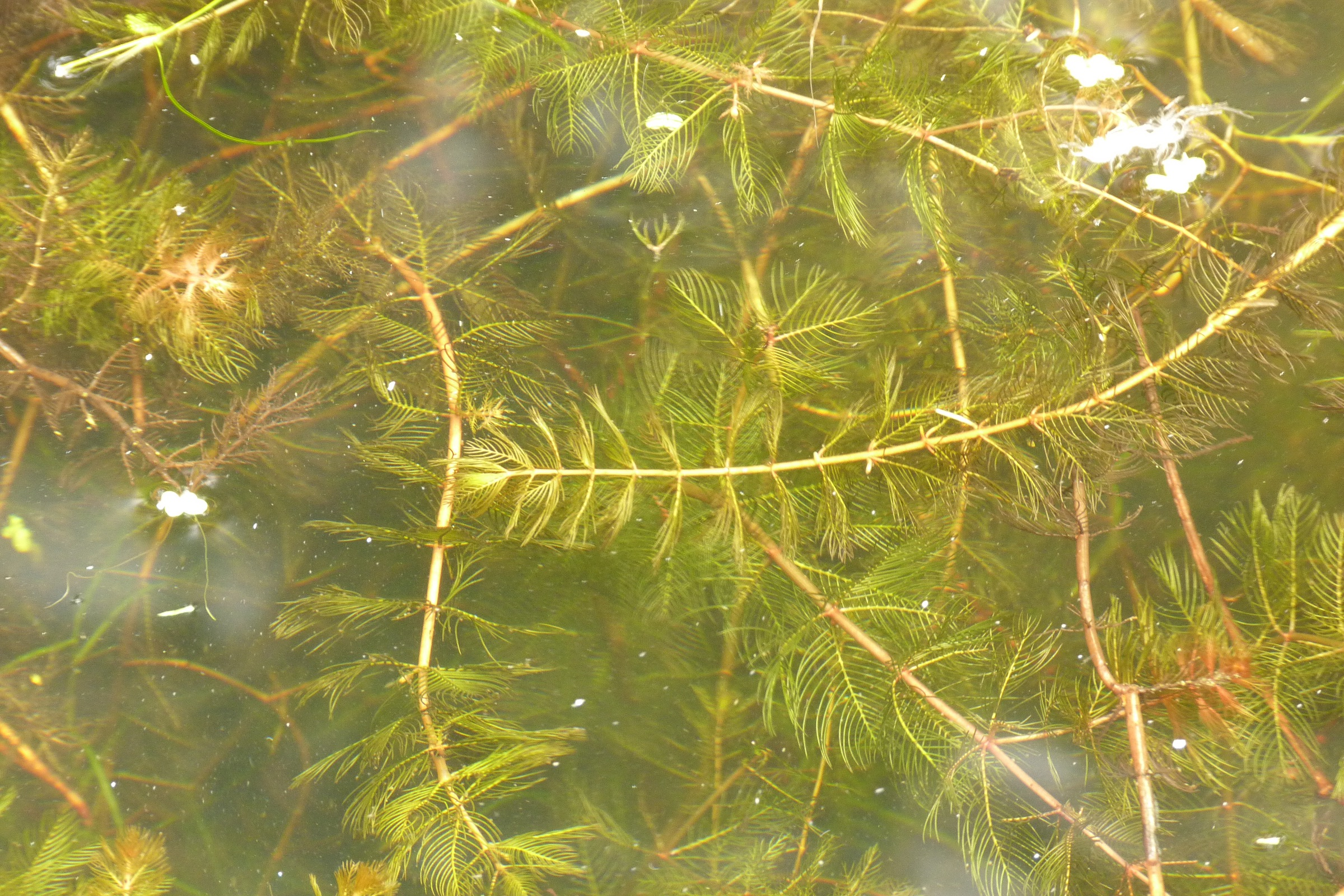
Habitus und Laubblätter

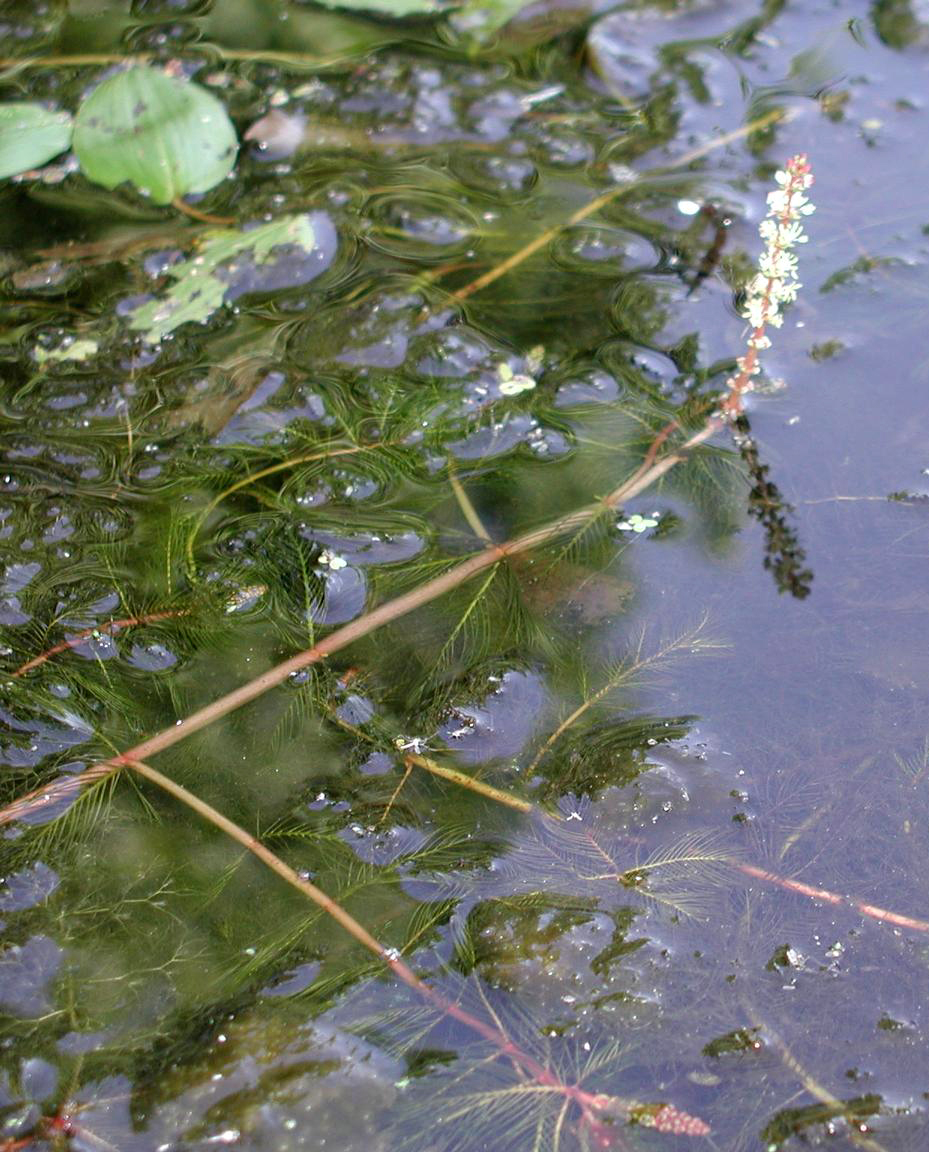
Habitus und Blütenstand

### Vegetative Merkmale
Das Ährige Tausendblatt ist eine ausdauernde krautige Pflanze. Ihr Stängel kann 40 bis 200 Zentimeter lang werden. Das Ährige Tausendblatt wurzelt mit einem Rhizom in etwa 1 bis 5 Meter Wassertiefe. Die verzweigten Stängel sind rötlich oder bräunlich und mit wenigen hell-grünen Warzen versehen. Im Stängel findet sich ein stark ausgebildetes Durchlüftungsgewebe (Aerenchym). Meist vier (drei oder fünf) feingefiederten Stängelblätter sind in einem Quirl am Stängel angeordnet. Die feingefiederten Stängelblätter sind in 14 bis 40 fadenförmige oder borstige Fiederblättchen geteilt, die mehr oder weniger gegenständig angeordnet sind. 

### Generative Merkmale
Die Blütezeit reicht von Juni bis September. Die ährigen Blütenstände, die zur Blütezeit stets über das Wasser herausragen, sind 4 bis 16 Zentimeter lang. Jeweils vier Blüten sind in Quirlen angeordnet, Im unteren Bereich des Blütenstands finden sich weibliche, im oberen männliche Blüten, selten gibt es auch zwittrige Blüten. Die oberen Tragblätter der Blütenquirle sind rundlich und ungeteilt, kürzer als die Blüten, die unteren können eingeschnitten bis fiederförmig sein. Die vierzähligen Blüten sind rosafarben oder selten weiß. Die männlichen Blüten stehen über einem ganzrandigen Tragblättchen und ihre vier Kelchblätter sind bis zu ihrer Mitte glockenförmig verwachsen, es sind vier Kronblätter und acht Staubblätter vorhanden. Das Tragblättchen der weiblichen Blüten ist kammartig geteilt, ihr Kelch ist röhrenförmig, Kronblätter fehlen meist oder sind sehr klein. Auf einem kurzen Griffel sitzt die fedrige, rosafarbene Narbe.
Die vierteilige Frucht ist etwa 2 Millimeter groß.
Die Chromosomenzahl beträgt 2n = 28, 36 oder 42.

## Vorkommen
Das Ähren-Tausendblatt ist recht häufig in Tauchblattgesellschaften eutropher, auch belasteter, eher kalkhaltiger, stehender Gewässer mit schlickigem Untergrund zu finden. Es wächst auch in Deutschland und ist circumpolar auf der gesamten Nordhalbkugel verbreitet. Bestände gibt es in Eurasien und Afrika. Es ist besonders häufig im Süßwasser, tritt aber auch im Brackwasser auf. In Europa kommt es in fast allen Ländern vor und fehlt nur in Island, in Polen, im Baltikum, in Belgien, Serbien, Kosovo, Bosnien-Herzegowina und in Nordmazedonien. In Island, in Skandinavien, im europäischen Russland und in der Ukraine kommt auch die nahe verwandte Art Myriophyllum sibiricum vor.
In den Alpen steigt das Ährige Tausendblatt am Silsersee in Graubünden bis 1800 Meter, in Pakistan ist es von 1000 bis 2500 Metern Höhe zu finden und in China bis 4200 Meter, nach einigen Quellen in Tibet sogar bis 5200 Meter Höhe.
Die ökologischen Zeigerwerte nach Landolt et al. 2010 sind in der Schweiz: Feuchtezahl F = 5 (unter Wasser), Lichtzahl L = 4 (hell), Reaktionszahl R = 4 (neutral bis basisch), Temperaturzahl T = 3 (montan), Nährstoffzahl N = 4 (nährstoffreich), Kontinentalitätszahl K = 4 (subkontinental), Salztoleranz 1 = tolerant.
Das Ährige Tausendblatt ist eine Charakterart der pflanzensoziologischen Ordnung der Süßwasser-Laichkraut-Gesellschaften (Potamogetonetalia).

## Ökologie
Das Ährige Tausendblatt ist eine untergetauchte freischwimmende oder mit einem Rhizom als Schlammwurzler  im Boden verankerte Wasserpflanze. Zum Gasaustausch und zum Auftrieb hat sie ein Aerenchym. An ihren Blättern lagern sich oft Kalkteilchen ab. 
Die Bestäubung der Blüten erfolgt über Wasser. Der Pollen wird meist durch Wind, seltener durch Insekten auf die anderen Pflanzen übertragen, wo es dann zur Befruchtung kommt. Blütezeit ist von Juni bis August.
Die daraus entstehende, in vier kleine Nüsse zerfallenden Spaltfrüchte werden über das Wasser ausgebreitet. Fruchtreife ist im Oktober.
Im Gegensatz zum Quirligen Tausendblatt bildet das Ähren-Tausendblatt keine Winterknospen (Turionen) aus.
Das Ährige Tausendblatt kann in tieferen Gewässern auch grün überwintern. Es wächst in Wassertiefen von 1 bis 4 Metern selten auch bis 5 oder 6 Metern.

### Ähriges Tausendblatt als invasive Spezies
In Nordamerika wurde das Ährige Tausendblatt wahrscheinlich in den 1940er-Jahren eingeschleppt und ist heute über weite Teile des Kontinents verbreitet. Dort gilt es als Schadpflanze und invasive Spezies, da es sich schnell ausbreitet, einheimische Wasserpflanzen verdrängt, Gewässer zuwuchert, zu Sauerstoffmangel in diesen Gewässern führen kann und sich auf die Lebensbedingungen einheimischer Tierarten auch sonst vielfach negativ auswirkt.

## Aquaristik
Das Ährige Tausendblatt wird gelegentlich als Zierpflanze in Aquarien gehalten.

## Gefährdung und Schutzmaßnahmen
Da für diese Art keinerlei Bestandsbedrohungen bekannt sind, wird sie von der IUCN in der Kategorie Least Concern geführt.

## Bilder

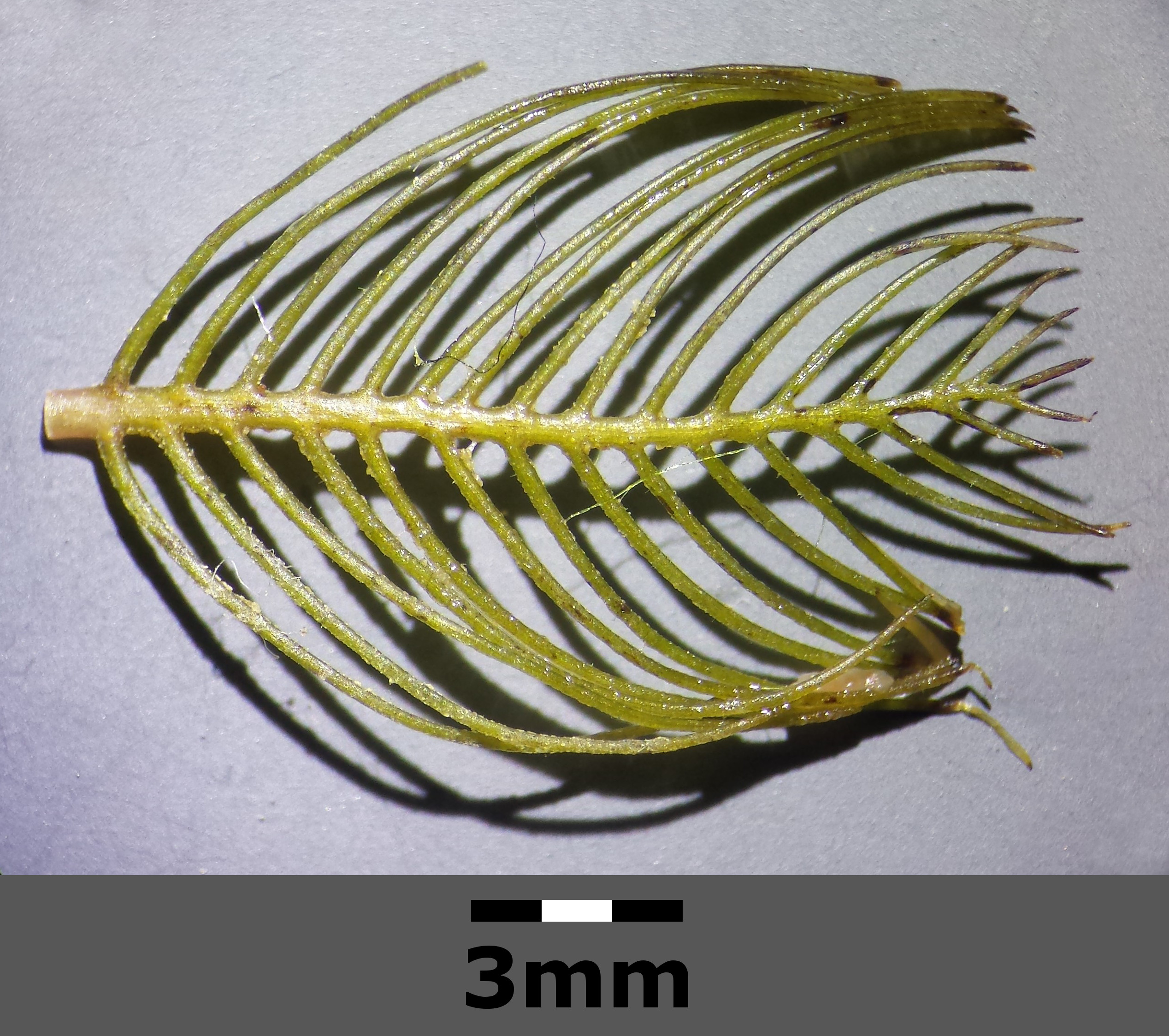
Die Laubblätter sind kammförmig gefiedert und später kalkinkrustiert
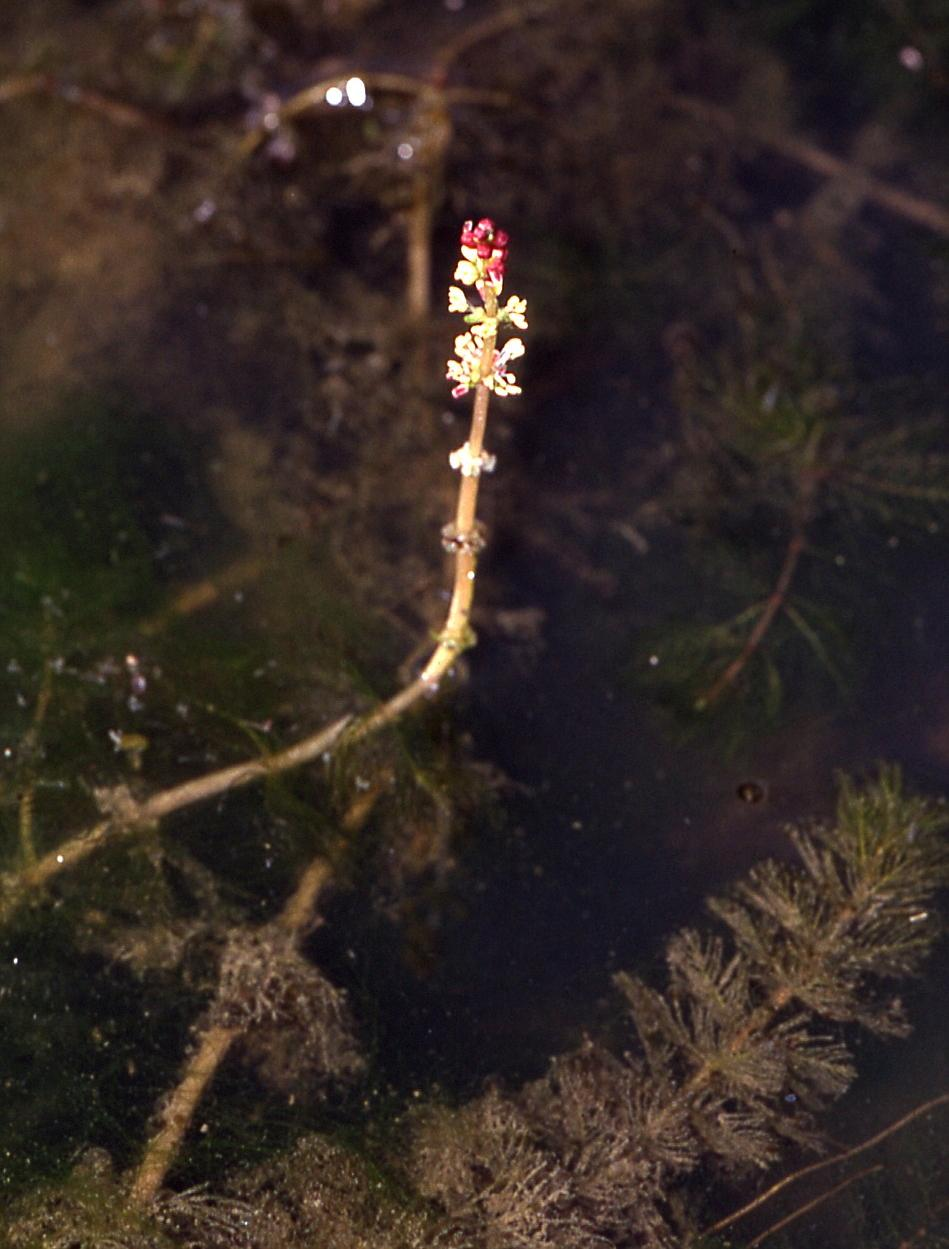
Der Blütenstand ragt über die Wasseroberfläche
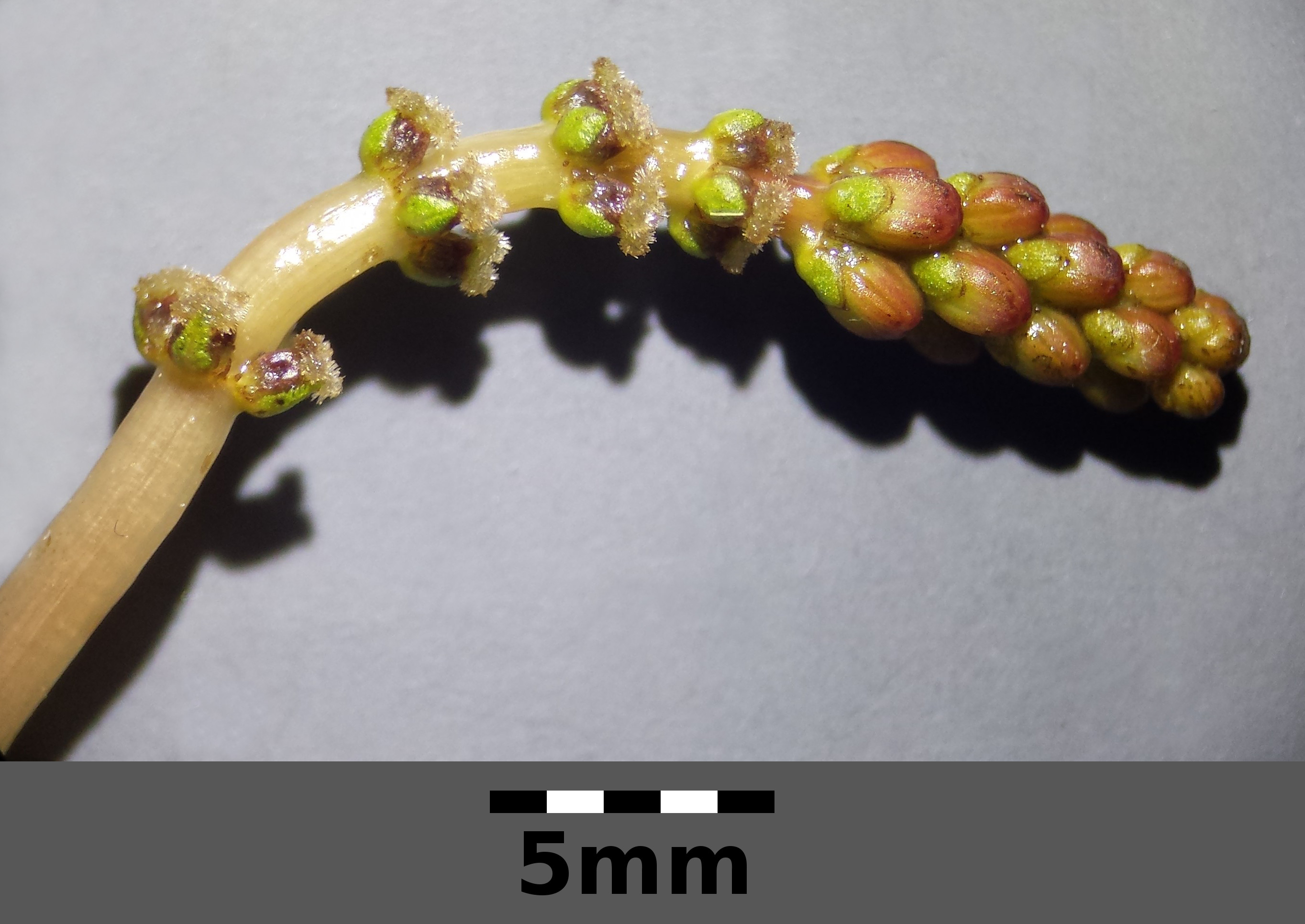
Detailansicht des ährenförmigen Blütenstands mit oben männlichen und unten weiblichen Blüten
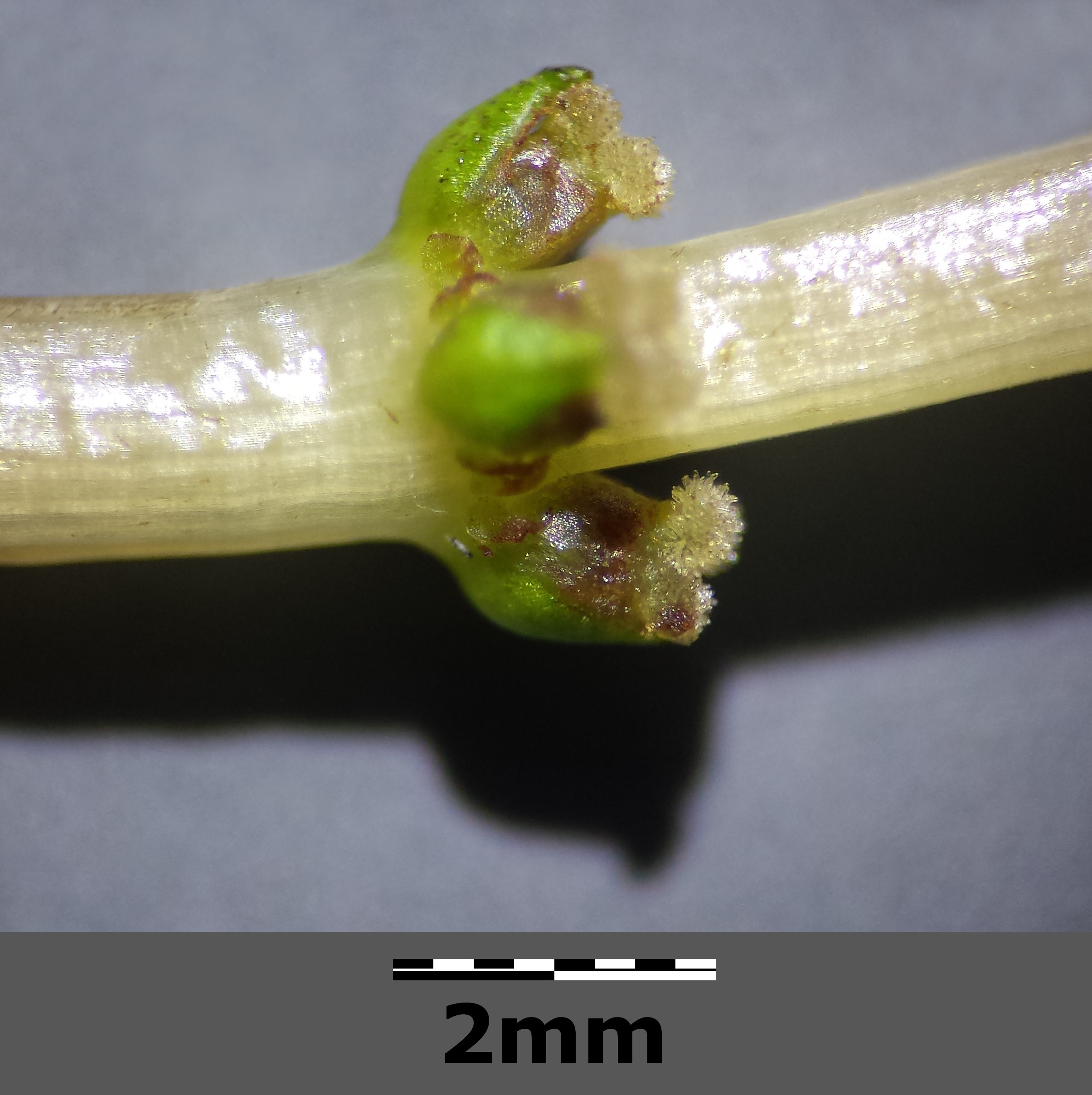
Blütenquirle mit vier weiblichen Blüten
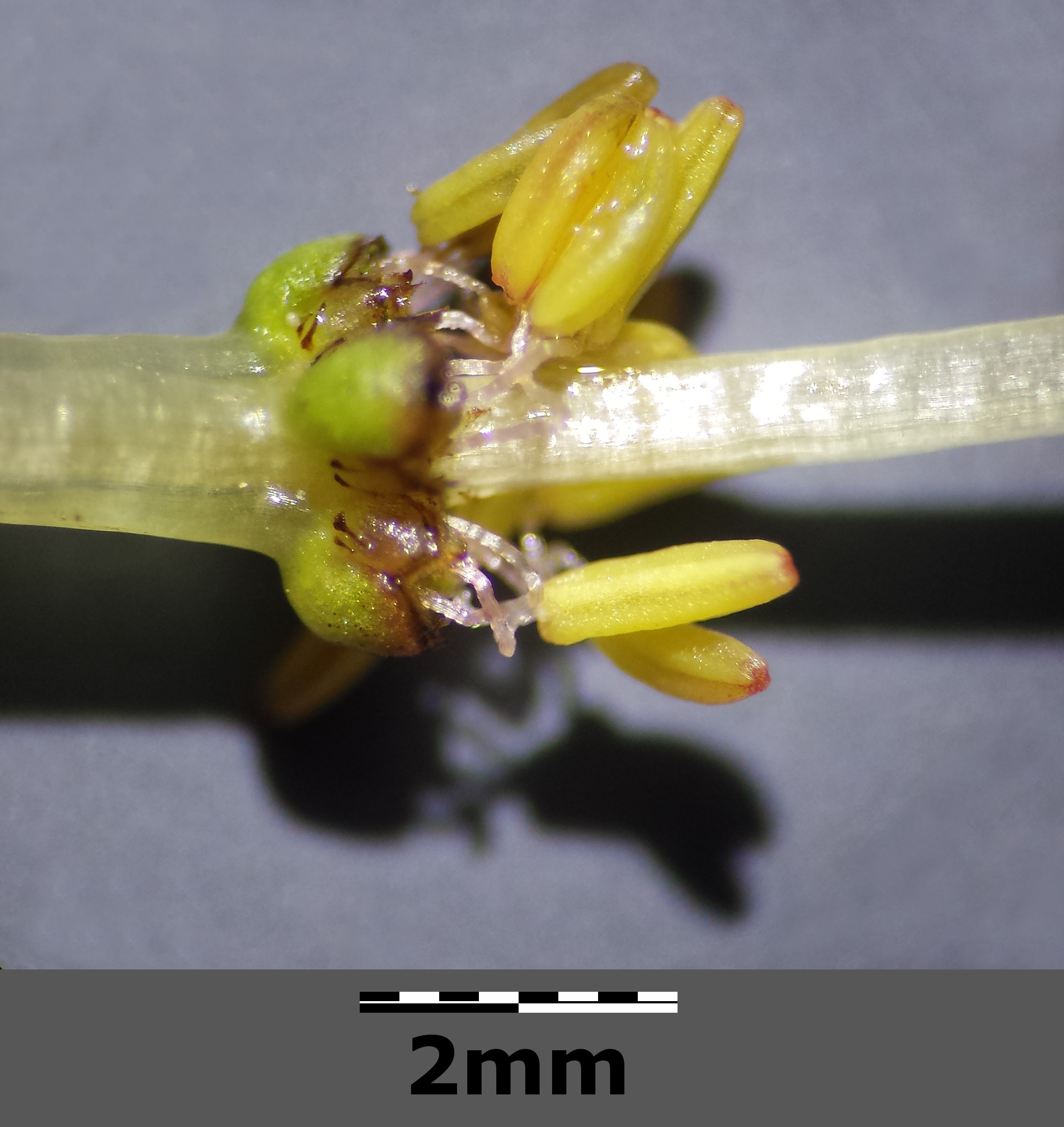
Blütenquirle mit vier männlichen Blüten